# Exploradores de España
Los Exploradores de España fue una asociación infantil y juvenil fundada por el capitán de caballería Teodoro Iradier y Herrero en 1912 e inspirada en los boy scouts de Robert Baden-Powell, cuyo objetivo era la educación física, moral, cívica y patriótica. En sus primeros años tuvo un rápido crecimiento y expansión. La asociación fue miembro fundador de la Organización Mundial del Movimiento Scout en 1922, a la que perteneció hasta 1938.
Tras una audiencia real concedida a Iradier a principios de junio de 1912, recibió el apoyo personal del rey Alfonso XIII de España y de los gobiernos de la época. Aun así, el camino para la asociación no fue fácil, al contar con cierta oposición por parte de la Iglesia católica y de algunos sectores de la cultura que veían con recelo la evolución institucional, de carácter muy militarizado y supeditada al servicio directo del poder.
Tras un breve periodo de decadencia entre 1914 y 1919, recibió apoyo del Directorio militar de Primo de Rivera durante los años 1920, experimentando un cambio de rumbo educacional y, en consecuencia, un fuerte aumento de efectivos, en lo que se podría considerar la edad de oro de la institución. Al margen de esos periodos, los exploradores aportaron una renovada visión sobre cómo ejercer la pedagogía: la formación del carácter de la juventud, y la instrucción en valores religiosos y de ciudadanía.
Finalizada la guerra civil española, la organización fue declarada en suspensión de actividades por orden ministerial de 22 de abril de 1940, al considerarse «intolerable su dependencia de organismos de carácter internacional».

## Antecedentes

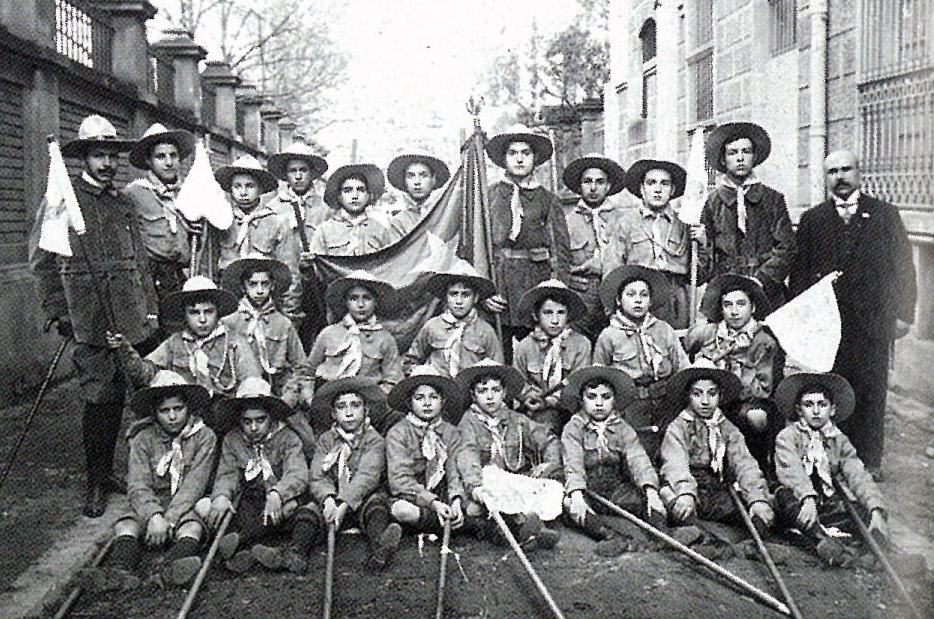
Grupo Barcino de los Exploradores Barceloneses

La primera tentativa conocida del escultismo en España nació en Barcelona. Fue iniciativa de Pedro Roselló Axet, capitán de Caballería, amigo y colega de Teodoro Iradier; junto a Ramón Solé i Lluch —un obrero entusiasta del excursionismo— y Narcís de Romaguera, entre otros. El objetivo de Pedro Roselló era conseguir una juventud sana, física, moral y espiritualmente. Así nacieron en 1911 los Exploradores Barceloneses, constituidos oficialmente en 1912 y que en 1913 se integrarían en los Exploradores de España. En 1914 sumaban 1064 efectivos, organizados en veintidós grupos. Durante la decadencia, en 1916, el número de efectivos bajó a menos de 450 miembros.
Paralelamente a los Exploradores Barceloneses, hubo otras iniciativas catalanas menos exitosas como los Jovestels de Catalunya de Ignasi Ribera-Rovira en 1912, relacionados con Unión Federal Nacionalista Republicana, y llegaron a tener dos grupos, «Cataluña» y «Canigó». También los Exploradores Republicanos (boy scouts radicales), organización bajo el amparo de Alejandro Lerroux y encabezada en Barcelona por Antonio Cruz.

## Fundación

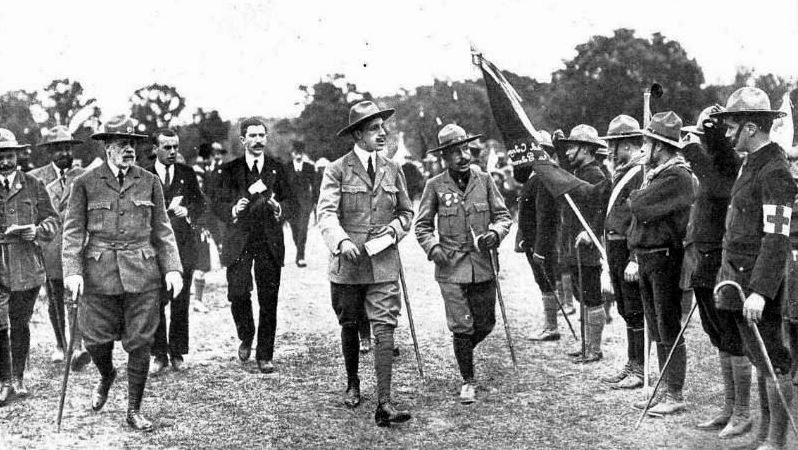
Alfonso XIII y Teodoro Iradier con los exploradores

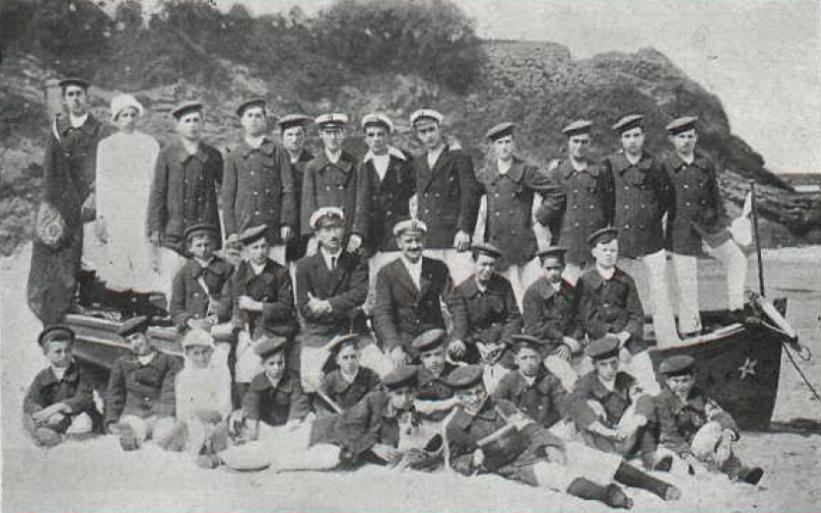
Los primeros Exploradores de Mar de Santander en la playa del Sardinero (1916)

Teodoro Iradier recibió el apoyo del rey Alfonso XIII y a partir de 1911, con ayuda del publicista Arturo Cuyás Armengol, se inició una campaña de concienciación pública, siendo el movimiento juvenil muy bien recibido, sobre todo entre las clases más pudientes. En palabras de Iradier: «El scoutismo es vida al aire libre, el aprendizaje de cosas útiles, la ejecución de obras buenas», así como «el explorador de hoy será el hombre práctico de mañana» y «ostentará con orgullo el título de transformador de nuestra patria».
Una vez conseguido el apoyo necesario y aprobados sus estatutos por el Gobierno Civil de Madrid el 30 de julio de 1912, Iradier se trasladó ese mismo año a su ciudad natal. El 11 de agosto de 1912 fundó la primera tropa de exploradores de España, los Exploradores de Vitoria y, en octubre, la tropa de Madrid.

### Miembros del primer Consejo Nacional
A finales del año 1912 se constituyó el primer comité directivo y consejo ejecutivo de la institución, entre los que se incorporaron las siguientes personalidades:
Presidente
- Duque de Tamames (coronel honorario, decano de la Nobleza Española, grande de España y senador del Reino)

Vicepresidentes
- Antonio Tovar y Marcoleta (general de división)
- Francisco García Molinas (doctor en Medicina, primer teniente de Alcalde y secretario del Senado)
- Baldomero González Álvarez (médico y académico)

Tesorero
- Salvador García Dacarrete (oficial primero de Intendencia Militar)

Sección de Propaganda y Recursos
- Vicente Vera y López (catedrático y secretario adjunto de la Real Sociedad Geográfica de España)
- Leopoldo Serrano y Domínguez (ministro del Tribunal de Cuentas)

Sección de Organización
- José Castaño de la Paz (capitán de Estado Mayor)

Sección de Instrucción
- Arturo Cuyás (redactor jefe de El Hogar Español)
- Javier Cabezas Montemayor (inspector del Patronato de Protección a la Infancia)

Secretario – comisario general
- Teodoro de Iradier (capitán de Caballería)

Secretario adjunto
- Casimiro Juanes (ingeniero de caminos, canales y puertos)

## Expansión, apoyos y detractores

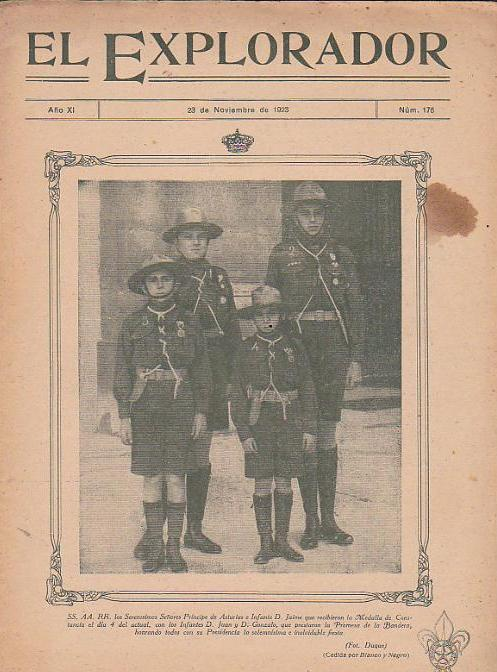
Los hijos de Alfonso XIII en uniforme de Exploradores de España (1923)

El 27 de abril de 1913 se reunieron 2.397 exploradores en el campo del Athletic Club de Madrid para realizar la ceremonia de la promesa, con asistencia de los reyes de España. Participaron los distritos madrileños de Buenavista, con 3 grupos; Palacio, con 6 grupos; Latina, con 2; Centro, con 4; Congreso, con 3; Inclusa con 2; Hospicio, con 3; y Universidad, Hospital y Chamberí, con 2 cada uno. Ese mismo año se publicó el primer número de la revista El Explorador y los Exploradores Barceloneses de Pedro Rosselló se integraron en los Exploradores de España.
En enero de 1914 ya existían 68 comités de Exploradores en España y en julio se celebró el primer campamento nacional en Riofrío, Real Sitio de San Ildefonso, en el que participaron 580 efectivos de 18 poblaciones procedentes de Aragón, Asturias, Barcelona, Burgos, Galicia, Granada, Guadalajara, Madrid, Murcia, Palencia, Salamanca, Santander, Valladolid y Zamora. En diciembre aparece el primer censo, con 18 024 jóvenes y 115 comités en toda España. Ese mismo año, la Real Orden de 12 de febrero del Ministerio de Instrucción Pública y Bellas Artes concede personalidad jurídica a la Asociación de los Exploradores de España.
José María Quintana Cabanas cita un periodo de desavenencias con la Iglesia que, como pasaba en otros países, acusó a los Exploradores de España de naturalismo y de dificultar las prácticas religiosas de los niños. Por otro lado, una serie de conflictos internos en la organización forzaron la dimisión de Iradier como secretario-comisario en febrero de 1915 y, en solidaridad con él, también la del presidente de los exploradores, José Messía y Gayoso, duque de Tamames. Según la información aparecida en El Explorador:

... el comisario general don Teodoro de Iradier, descontento con el rumbo que toma la Institución, dimite de todos sus cargos y también como consecuencia, la dimisión del Excmo. Sr. duque de Tamames, presidente de la Asociación.

El duque de Tamames se reincorporó el 11 de marzo de 1915 a petición de la asamblea nacional, cargo que ostentó hasta su muerte en 1917, siendo sustituido por Julio Quesada-Cañaveral. La nueva junta de gobierno estaba formada por Antonio Trucharte Samper como secretario, Arturo Cuyás como comisario general y Teodoro Iradier y Herrero como vocal.
Los recelos no se limitaron al ámbito eclesiástico, pues también sectores educativos renovadores desconfiaban de la excesiva militarización que protagonizaban los exploradores en su particular visión del escultismo.
En 1913 se crearon en Mallorca los Al•lots Guaites auspiciados por la Iglesia católica, que se integrarían en los Exploradores de España en 1918. Los exploradores mallorquines, una sección de la Federación Deportiva Católica Mallorquina, estaban liderados por su fundador y organizador, el sacerdote Francesc Sureda Blanes.
En 1915 el rey Alfonso XIII cedió a los exploradores una parcela en el monte de El Pardo para su uso como campamento permanente. Ese mismo año aparecía el primer grupo de exploradores de mar en Santander, también con apoyo real. En 1917 el rey aceptó la presidencia de honor de los Exploradores de España.
En 1920 un contingente de exploradores españoles participó en el primer jamboree mundial de Olympia, Londres. Ese mismo año había 305 comités de exploradores. Fue en esa época cuando se definió la confesionalidad de la institución, que creció y evolucionó secularmente, y se mejoró la imagen y el conocimiento teórico y pedagógico del movimiento scout en España. El 26 de febrero de 1920 la asociación recibió por Real Decreto la consideración de nacional.

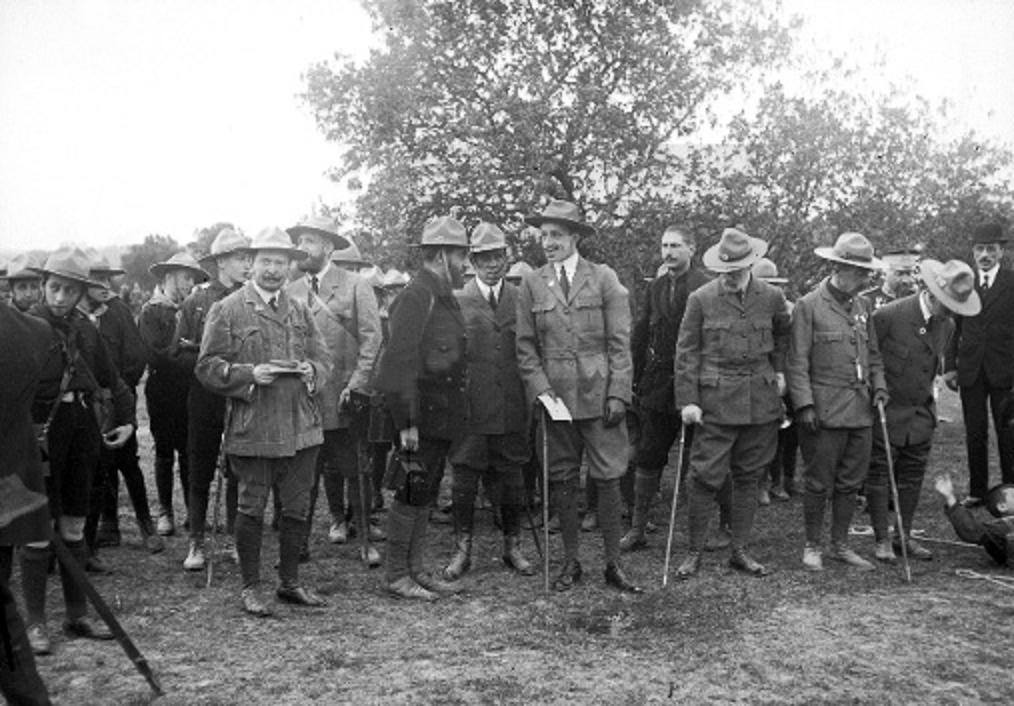
José Antonio Primo de Rivera, a la izquierda de la imagen, con uniforme de explorador. El rey Alfonso XIII en el centro acompañado de diversas autoridades de la época (c. 1918).

Tras el reconocimiento internacional en 1922, el gobierno decidió reorganizar la institución, pero sin prescindir del carácter centralista y progubernamental que la caracterizaba. El 13 de septiembre de 1923, un golpe de Estado del capitán general de Cataluña, Miguel Primo de Rivera y Orbaneja, daría lugar a una dictadura militar. Primo de Rivera, padre de exploradores y de cuyo Consejo Nacional era vocal fundador, le otorgó una mayor protección en todos los ámbitos. En esos primeros años de la Dictadura, Francisco García Molinas, vicepresidente del Consejo Nacional, puso a disposición del Gobierno a los Exploradores de España, como medio para la educación cívica, escuela de ciudadanía para el «mejoramiento de la raza» y ejemplo de solidaridad entre clases. La idea fue bien acogida por el Directorio militar que comenzó a plantear un plan nacional de formación física y premilitar entre los jóvenes, y por real orden de mayo de 1925 se creó una comisión de diversos estamentos ministeriales y entidades civiles con ese fin. Los sectores más progresistas no vieron con buenos ojos el apoyo del dictador; en palabras de Alexandre Galí, los exploradores eran percibidos como un instrumento de la dictadura y el apoyo del régimen los distanciaba todavía más del pueblo.
En 1926 muere de forma imprevista Antonio Trucharte Samper, su ausencia provocó una crisis interna en el consejo nacional de la asociación. Le sustituyó en el cargo Luis de la Gándara Marsella, quien también murió repentinamente dos años más tarde, en 1928.

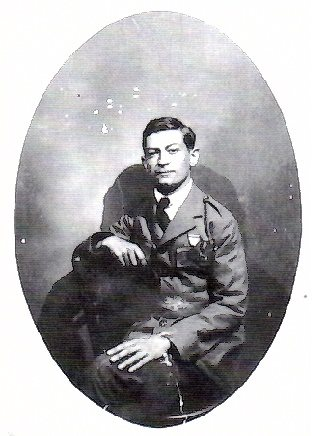
Emili Beüt en uniforme de explorador (c. 1927)

A mediados de los años 1920 los ingenieros ingleses que habían acudido a trabajar a las Minas de Riotinto dieron un empuje muy importante para la creación y consolidación del escultismo en la zona de Huelva. La edad de oro en Minas de Riotinto estuvo bajo el liderazgo de Francisco (Frank) Timmis, presidente del Consejo Local, nacional inglés y gran conocedor de la obra de Baden-Powell. En 1924 el Alto Patronato de Exploradores en Minas de Riotinto, dependiente del Departamento de Escuelas de la Rio Tinto Company Limited, dejó en manos de Timmis la organización y en poco tiempo contaron con cerca de 300 integrantes entre los alumnos de las escuelas de la RTCL en donde aprendían a marchar, practicaban deportes, gimnasia olímpica, primeros auxilios y se les inculcaban los principios escultistas. También en el norte, San Sebastián y Bilbao, cuyas tropas de exploradores estaban activas desde 1913, recibieron ayuda y observaron un notable crecimiento con las aportaciones de los ingleses que trabajaban en las minas de la ría de Bilbao.
Emili Beüt lideró la cambiante tendencia hacia el escultismo de Baden-Powell en Valencia, abogando por una institución menos centralizada y militarista. Según Beüt ciertos sectores pretendían perpetuar la imagen de los exploradores como batallones infantiles. Fue artífice de la Federación Regional Valenciana de Exploradores en 1927.
También hubo intelectuales que mostraron cierta oposición a los exploradores, entre ellos Miguel de Unamuno, quien manifestó en la revista Nuevo Mundo el 16 de noviembre de 1917, que no creía en la función pedagógica de los boy scouts por su «carácter artificioso», artículo respondido por J. Cueto en El Explorador; tal manifiesto provocó una repulsa de la institución y una réplica de Juan Antonio Dimas (Lobo Gris) de la Tropa de Águilas (Murcia) el 19 de noviembre. En 1921 Unamuno volvió a publicar con el mismo argumento, proponiendo el foot ball para la formación de los jóvenes, por «espontáneo, libre y menos intervenido».
Juan Antonio Dimas fue el primero que habló de «pedagogía del escultismo», y sería el primer jefe scout nacional en 1932 a sugerencia del mismo Baden Powell.
En 1928 el censo de la Oficina Scout Internacional reflejó oficialmente 292 instructores, 1 420 rovers, 8 490 scouts, 90 scouts del mar y 400 lobatos. Total 10 512 miembros en los Exploradores de España.
En 1930, se iniciaron los primeros pasos para organizar una asociación guía en España, encabezada por María Abrisqueta de Zulueta, de San Sebastián. Hasta su fundación definitiva en septiembre de 1933, como Asociación de Muchachas Guías, las compañías de guías estuvieron amparadas y promocionadas por los Exploradores de España. María Abrisqueta, que había sido propuesta desde el principio como comisionada nacional de guías, dimite en el mes de junio de 1935 de sus responsabilidades en la asociación.

## Jamboree Nacional de 1929 y II República

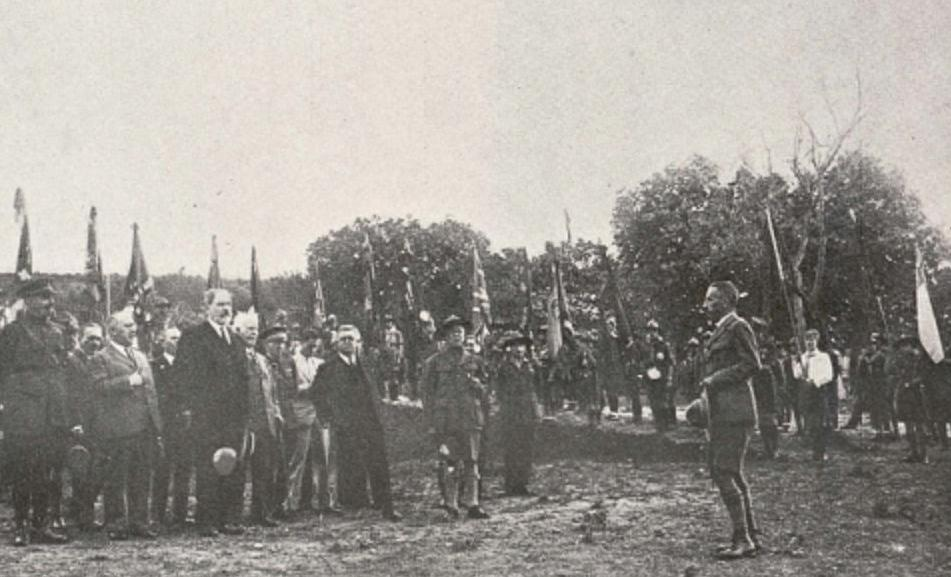
Carlos Cifuentes, en calidad de jefe del campamento, en el momento que agradeció la asistencia a las autoridades civiles y militares durante el Jamboree Nacional de Barcelona (1929).

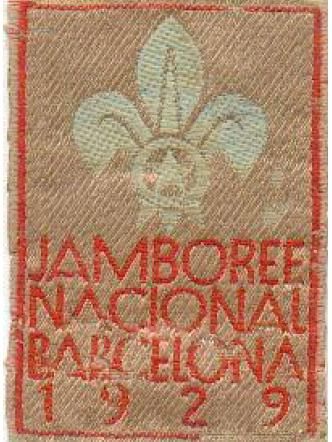
Insignia oficial del Jamboree Nacional de Barcelona de 1929

Entre el 21 de agosto y el 3 de septiembre de 1929, aprovechando el tirón de la Exposición Universal, se celebró el Jamboree Nacional de Barcelona. Fue el primero de carácter internacional que se organizó en España y también el último, celebrado en Montjuic, con la participación de 2000 boy scouts españoles y extranjeros procedentes de catorce países: Inglaterra, Francia, Hungría, Alemania, Tánger, Polonia, Chile, Holanda, Suecia, Rumanía, Escocia, Australia, Brasil y Portugal. La mayoría hacía escala desde el Jamboree Mundial de Birkenhead celebrado ese mismo año. Durante el evento, un explorador musulmán de Tánger, Mustafá-ab-el-Kader, murió tras sufrir un accidente que ocupó las planas de la prensa de la época.
En 1927, Josep Maria Batista i Roca fundó los Minyons de Muntanya, y a principios de los años 1930 aparecieron los primeros grupos de confesionalidad católica, que se constituirían como los Scouts Hispanos en 1934 de manos del sacerdote Jesús Martínez y un antiguo comisario Mario González Pons, institución de efímera existencia.
También en 1930, Isidoro de la Cierva y Peñafiel (Lobo Blanco) se convirtió en comisario general y Juan Antonio Dimas, en comisario general suplente del Consejo Nacional.
En 1931 se proclamó la República Española y casi inmediatamente se modificó la insignia, suprimiendo de ella la flor de lis vigente desde 1922, y sustituyéndola por una mano en actitud de saludo scout. El presidente del Consejo Nacional, Francisco García Molinas, envía un telegrama a las agrupaciones ordenando «el acatamiento a los poderes constituidos». Por Decreto del Gobierno provisional de la República se transmitió el 21 de mayo de 1931 al Ministerio de Instrucción pública y Bellas Artes cuantas atribuciones correspondían a la Presidencia, en relación con los Exploradores de España.
En abril de 1933 fueron elegidos los cinco primeros comisarios generales tras el cambio de estatutos para adaptarlos al nuevo régimen democrático:
- Juan Antonio Dimas Hernández
- José Miaja Menant
- Francisco Medina Ample
- Carlos Cifuentes Rodríguez
- Severo Montalvo Córdoba

Pese a las reticencias de los republicanos más radicales, que criticaban la vinculación de los Exploradores de España con la monarquía borbónica, Niceto Alcalá Zamora, presidente de la República, aceptó en 1933 la presidencia de honor de Exploradores de España. Según Francisco Armada Muñoz, en esta decisión tuvo mucho que ver la influencia del general José Miaja Menant, comisario general de los Exploradores y de ideología republicana.
El político y fundador de los exploradores de Granada, Luis López-Dóriga, fue el traductor de la obra de Baden-Powell, Escultismo para Muchachos del inglés al español en 1934, obra que nunca fue publicada en España.
El 2 de mayo de 1936, el presidente de la República reconoció oficialmente a la Asociación Nacional de Exploradores de España y se confirmaron los estatutos presentados en julio de 1932.

### Asalto a la sede de los Exploradores de Barcelona y escisión catalana
Tras los incidentes por la proclamación de la República Catalana el 14 de abril de 1931, se acentuó y desarrolló el carácter identitario catalán y el desapego a las asociaciones centralistas nacionales en ciertos sectores de Cataluña, como era el caso de los boy scouts españoles. En opinión de Félix Cucurull «como consecuencia de la opresión a la que estaba sometida», herencia del directorio militar, al considerar que «un sentimiento nacionalista como el catalán podía ser sacrificado por la violencia y por el silencio». Juan Peiró sin embargo achaca dicha conducta a que «la libertad de Cataluña no era conseguible más que por un procedimiento de acción directa», resultado de «siglos de sumisión bajo el yugo de magistrados, militares y polizontes incapaces de comprender el alma de los catalanes».
Uno de los precedentes más hostiles fue el asalto a la sede de los exploradores fieles a la asociación nacional el 28 de abril de 1930, protagonizado por un sector del «jovent republicà» (juventud republicana) durante una huelga de estudiantes, perdiendo los Exploradores Barceloneses su bandera. Según la documentación disponible sobre escultismo catalán del Archivo Nacional de Cataluña, en 1933 el sector más catalanista, abiertamente politizado de izquierda y afín a los postulados nacionalistas del momento, se organizó como asociación de carácter regional, los Boy Scouts de Catalunya, cuyo núcleo fuerte sería protagonista de una importante escisión de los Exploradores de España en Cataluña. Entre las reivindicaciones de la agrupación escindida estuvo prescindir del uso de la bandera nacional en las actividades de la asociación y total independencia en sus relaciones institucionales para con la Oficina Scout Internacional de Londres. En 1932, en un intento descentralizador, la agrupación catalana había sido previamente constituida como Federación de los Boy Scouts de Cataluña, vinculados a los Exploradores de España; El 22 de febrero de 1933 Carlos Cifuentes Rodríguez dimitió como comisario de Cataluña, y Narcís de Romaguera, cabeza de la facción catalanista, fue destituido por el Consejo Nacional que se negaba a ceder autonomía. La fractura se consumó, respaldada por históricos de la época de Pedro Roselló, Ramón Soler y Jaume Roca. La presidencia de honor de la nueva institución se ofreció a Francesc Macià, presidente de la Generalidad de Cataluña. Tras la ruptura, los Exploradores de España en Cataluña quedaron reducidos a la mínima expresión, su presencia limitada a los municipios de Barcelona y Tarrasa, y los grupos autónomos inglés y francés.
La comisaría general informó en septiembre de 1934 en notas de prensa y en su órgano informativo El Explorador su posición:

La Asociación Nacional de los Boy Scouts españoles (Exploradores de España) ha de hacer público que los titulados Boy Scouts de Catalunya carecen de todo derecho para utilizar este nombre, pues no han sido reconocidos ni pertenecen a la Asociación Mundial de los Boy Scouts, ni a su filial española. Los Boy Scouts españoles de Barcelona, como los del resto de España, ajenos en absoluto a todo partidismo se abstienen escrupulosamente de participar en actos políticos, de cualquier clase que sean, lo que además les está prohibido por sus Estatutos.

En octubre de 1934, ya reorganizados los exploradores en Cataluña, la revista El Explorador dio a conocer la composición de la nueva junta directiva:
Comisario Provincial y presidente de la FederaciónCarlos Cifuentes Rodríguez;
Comisario LocalIgnacio Solanas Gracia;
VocalesJoaquín Bonet Irriborren, Sergio Solanas Gracia, Carlos Kuhn Steinhausen, Eduardo Fernández de la Reguera, Aurelio García Cordoncillo, Jerónimo Tevar Cruz, Ramón Lizcano de la Rosa, Enrique Schepelmann y José M.ª Blasco Pujades.
De cualquier forma, se evidenció que la perseverancia de los exploradores en integrarse entre el movimiento excursionista catalán por medio de su participación en los Campaments Generals de Catalunya, un evento anual de la época iniciado en 1928, indica que no fueron españolistas militantes ni agentes conscientes del primoriverismo, como concluye Albert Balcells, al final del capítulo sobre los exploradores y la dictadura de Primo de Rivera de su libro L'escoltisme català (1911-1978).
Posteriormente, como resultado de la participación de destacados miembros de Minyons de Muntanya principalmente y Boy Scouts de Catalunya en los hechos del seis de octubre, apareció una orden en el Boletín Oficial de la Generalidad de Cataluña anulando cualquier reconocimiento y beneficio a las instituciones escultistas locales. Una situación que no se normalizaría hasta los indultos de 1936:

Vista la significación y fines patrióticos de la Asociación de los Exploradores de España (Federación de Boy Scouts de Cataluña), establecida en esta región sin interrupción desde el año 1912, en razón a formar parte de la Asociación Internacional de Boy Scouts, que permiten su actuación fuera de fronteras, llevando el nombre y la bandera de España a otras naciones en las grandes concentraciones universales conocidas con el nombre de Jamborees, cual ocurrió en la verificada el año 1933 por terrenos de Hungría (Godollo), en la que se prohibió la estancia de diversas organizaciones que pretendían hacerlo sin pertenecer a la Internacional.

Atendiendo de una manera muy particular a las circunstancias de ostentar la representación la presidencia de honor de dicha Asociación su Excelencia el señor presidente de la República, permite que esta Presidencia de la Generalidad reconozca su existencia aceptando los organismos que de ella dependan, prestándole el apoyo a que por sus fines benéficos se ha hecho acreedora al apartarse en absoluto de toda tendencia política.
Teniendo en cuenta que aun está en vigor el R.D. de la Presidencia del Consejo de Ministros de fecha 26 de febrero de 1920, por el que no se pueden crear grupos de exploradores o de Scouts ni el hacer uso afiliados de trajes o uniformes iguales o parecidos a los que vienen usando desde su formación los Exploradores de España.
En virtud de las atribuciones que me han sido conferidas:
He resuelto:
Primero. – Quedan nulos y sin efecto alguno los Decretos del Gobierno de la Generalidad de Cataluña de 9 de agosto y 18 de septiembre últimos, por los que se ponían bajo el Patronato de la Generalidad los organismos escoltistas Boy Scouts de Catalunya, Germanor de Guies Excursionistes, Germanor de Minyons de Muntanya y Germanor de Noies Guies, respectivamente, y
Segundo. – En cumplimiento de las disposiciones sobre la materia queda bien entendido, para estos fines, que no existe otra organización de esta naturaleza que la que lleva el nombre ya reconocido de los Exploradores de España.
Barcelona, 6 de noviembre de 1934.
El presidente accidental designado por la Autoridad gubernativa militar de la 4.ª División.
Francisco Jiménez Arenas.

## Guerra Civil

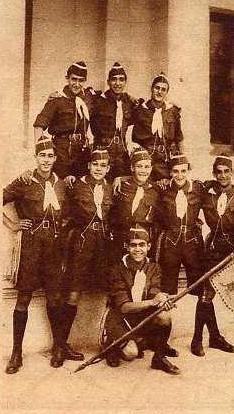
Patrulla del Kanguro de Málaga, en su trayecto hacia el Jamboree Mundial de 1929 en Birkenhead

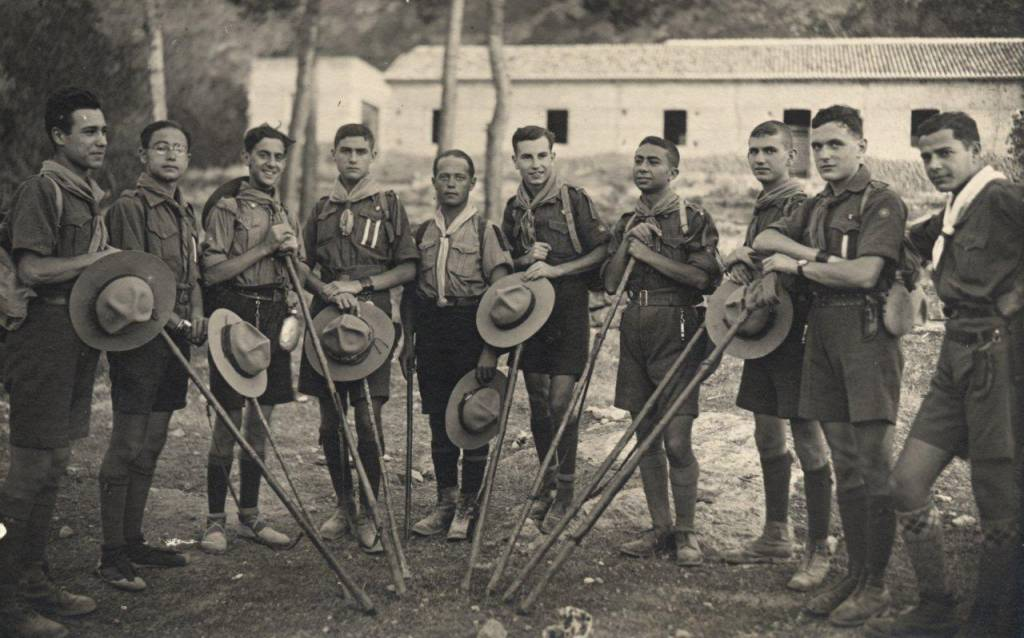
Patrulla del Tigre de Murcia, frente el albergue de Valle de San Juan en 1929

La mayoría de las agrupaciones de los Exploradores de España suspendieron o limitaron sus actividades durante la Guerra Civil (1936-1939), pues fueron movilizados muchos rovers (scouts mayores) e instructores. Al estallar la sublevación el 18 de julio de 1936, muchas agrupaciones se encontraban de campamento estival. Aunque casi todas lograron regresar a sus poblaciones sin mayores altercados, los exploradores de la tropa de Zaragoza que se encontraban en el parque de Ordesa fueron evacuados a Barcelona donde se les encontró refugio y estuvieron bajo la custodia de los Boy Scouts de Catalunya. En junio de 1937, tras algunas gestiones de la Cruz Roja, lograron atravesar Francia por Hendaya-Irún y pudieron regresar a sus domicilios.
Al principio de la guerra, prácticamente no hubo manifestaciones ni disposiciones oficiales en ambos bandos, ni a favor, ni en contra de los exploradores. Los exploradores españoles, de acuerdo a los principios de sus estatutos, permanecieron alejados de cualquier color político, y en donde el consejo local lo consideró posible, ofreció su colaboración a la autoridad legalmente establecida para realizar servicios de carácter humanitario.
No obstante, en las zonas llamadas «nacionales» se percibía una sintonía con la tendencia existente en otros países europeos de liquidar el escultismo o, en su defecto, transformarlo en algo más acorde a los postulados totalitarios del régimen. Con fecha 28 de julio de 1936, el Correo de Mallorca publicó en su primera página un comunicado: 

Se está organizando entre los niños de las familias de Mallorca una sección infantil falangista a fin de entrenarlos para formar con ellos los futuros Guías o Jefes de las patrullas que a manera de Balillas y con el nombre de Exploradores de Falange se organicen en Baleares y en la Península.

Es hacia el final de la contienda cuando se comenzó a apreciar abiertamente cierta actitud poco afín en el bando sublevado, un mal presagio sobre el futuro de la institución escultista. Los exploradores fueron disueltos en algunos territorios por las autoridades militares, por ejemplo en Galicia, con el argumento de ser «una moderna institución de origen exótico» y por «estar el puesto de los jóvenes españoles en otras Organizaciones Juveniles de Falange tales como los cadetes, flechas o pelayos» tal como cita el capitán general de Galicia, Germán Gil y Yuste en su decreto de disolución, fechado el 25 de marzo de 1938, y publicado en diversos medios de prensa de la época.
Al finalizar la guerra en abril de 1939, la asociación de exploradores se encontró en una situación complicada y sin información de lo que había sido de los consejos locales. Muchos rovers e instructores habían fallecido en la contienda, otros se encontraban en el exilio o simplemente se consideraban desaparecidos. Hubo, no obstante, un pequeño núcleo en Madrid que mantenía su fe en el escultismo, pero fueron prudentes en su intento de reorganización, en parte por la actitud hostil de algunos cuadros dirigentes de la Administración pública.
Hay constancia de presuntos tanteos del nuevo régimen, que envió falangistas a estudiar el movimiento scout británico. Ese fue el caso de Miguel Piernavieja del Pozo, un joven periodista de las Organizaciones Juveniles de Falange, empleado de la agencia EFE de Serrano Suñer, que a finales de 1940 se desplazó a Londres con ese objetivo, patrocinado por el British Council. El MI5 sin embargo, sospechó que el propósito real de Piernavieja era el espionaje y no escatimó los medios para convencerle de que Gran Bretaña estaba bien preparada frente a cualquier intento de Hitler para invadirla.
Un entusiasta explorador y alférez provisional, Víctor José Jiménez y Malo de Molina (Ojo de Lince) promovió la Comisaría General Provisional desde Granada el 28 de febrero de 1938 para mantener los vínculos de las tropas de exploradores en la zona nacional. Al acabar la guerra, la iniciativa fue disuelta, y fue nombrado comisario general, con carácter transitorio.
Pero también hubo sectores que aceptaron el nuevo régimen y que manifestaron su intención de acatar cualquier resolución administrativa que significase la aniquilación total de la asociación, como se desprende de la correspondencia procedente de la Oficina Scout Internacional de Londres que decía:

Si llegase el caso [de] que el escultismo fuese absorbido en el Movimiento (único) Nacional de Juventud, estamos convencidos [de] que todos los scouts españoles aceptarán la decisión y harán todo lo que puedan para cumplir con lealtad sus deberes según la Promesa que como scouts hicieron.

y la respuesta de Fernando Molina-Niñirola Sánchez (Tigre en Acecho), por entonces comisario de la agrupación de Murcia:

Si el escultismo español oficial debe desaparecer, nosotros seremos siempre reverentes para con nuestro Caudillo y las autoridades nacionales, siguiendo los principios patrióticos que nunca podemos dejar de lado.

Víctor José Jiménez y Malo de Molina fue uno de los partidarios de iniciar actividades tendentes a la reorganización de los Exploradores de España al finalizar la Guerra Civil. Procuró sin éxito salvaguardar la supervivencia de los exploradores en un último intento de crear unos Exploradores de FET y de las JONS (Falange Española Tradicionalista y de las JONS), en una carta que acompañaba un amplio proyecto enviado a Raimundo Fernández-Cuesta, el 26 de mayo de 1938:

No es obra esto de un solo cerebro, sino el estudio constante de los mayores pedagogos de España y del extranjero, pues la base que sustenta, aunque proceda del escultismo, es la misma que sustentan las Hitlerjugend y la Opera Nazionale Balilla y está adaptada al carácter español y a nuestra infancia...

La propuesta fue rechazada. Siguiendo los mismos pasos de las asociaciones escultistas alemanas e italianas, los exploradores españoles se encaminaron a su final. José María Gutiérrez del Castillo, secretario nacional para la Organización Juvenil de FET-JONS, en carta a Fernández-Cuesta del 17 de junio de 1938, se mostró partidario de la erradicación de los Exploradores y de reservar en exclusiva las «Organizaciones Juveniles» de FET-JONS (que posteriormente serían reconvertidas en el «Frente de Juventudes»), como único cauce de participación para la juventud española. José María Gutiérrez del Castillo (conocido como Chemari en su Valladolid natal) fue el creador en 1937 de las OOJJ, volcando todo su esfuerzo en eliminar a los boy scouts y cualquier otra competencia directa a su propósito, para unificarlas en una sola entidad: La Falange. Fue artífice de una «obligada» absorción, convirtiendo Valladolid en centro neurálgico de tal estrategia, donde se hizo imposible cualquier iniciativa independiente al movimiento juvenil único.

### Fernando Molina-Niñirola Sánchez
Fernando Molina-Niñirola Sánchez (3 de octubre de 1908-20 de julio de 1990) ingresó en la tropa de Murcia el 9 de mayo de 1921. Médico de profesión, era socio de la Asociación Católica de Propagandistas. Mantuvo en pie el Campamento de Espuña todos los veranos durante la Guerra Civil. Fue recompensado con el «Lobo de Plata» el 31 de diciembre de 1938. Aunque mantuvo su relación con sus compañeros escultistas, no regresaría al escultismo activo. No obstante, Fernando Molina-Niñirola conservó en custodia todo el patrimonio documental escultista en la región, desde la Agrupación Local de Murcia (1915-1939), el Consejo Provincial de los Exploradores de Murcia (desde 1917), la clandestinidad y sus sucesores hasta aproximadamente 1980, documentación que fue donada por sus parientes al Archivo General de la Región de Murcia en 2013.

## Suspensión de actividades
El 28 de febrero de 1940 falleció Teodoro Iradier. El 22 de abril de 1940, la Orden Circular número 9 del Ministerio de la Gobernación, enviada a todos los gobernadores civiles, dispuso:

Teniendo en cuenta que <..> los fines que asigna a los Exploradores de España el artículo 1.º de sus Estatutos se hallan embebidos, aunque con desviaciones en su orientación, en las Organizaciones Juveniles de FET y de las JONS que dedican sus actividades a la formación y exaltación de la unidad del espíritu nacional, mediante de la educación moral, física, patriótica y premilitar, basada en los principios Nacional Sindicalistas; surge la conclusión lógica de que, en los actuales momentos, no sólo carece de razón de ser, sino que es incompatible con estos postulados, una Asociación que, como los Exploradores de España, aplica al cumplimiento de sus fines los principios, métodos y procedimientos del escultismo universal, en relación y bajo la dependencia de organismos de carácter internacional. En su consecuencia, los Exploradores de España carecen actualmente de personalidad. Lo digo a V.E. para su conocimiento y efectos consiguientes. Madrid, 22 de abril de 1940.

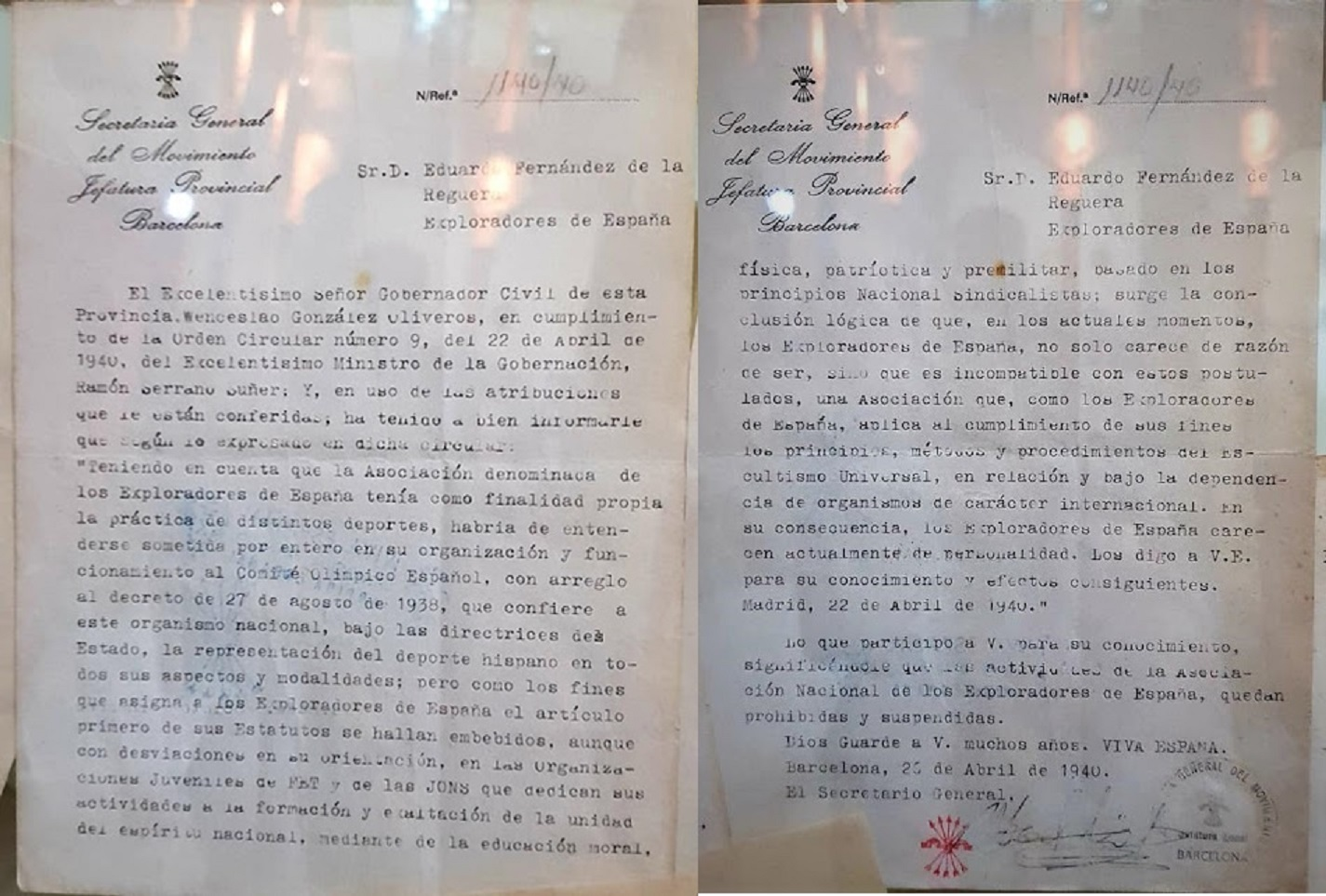
Notificación de la Jefatura Provincial del Movimiento en Barcelona, fechada el 26 de abril de 1940, informando de la suspensión y prohibición de actividades a los Exploradores de España.

Esta orden fue recurrida por la institución, sin éxito, pues la política juvenil del régimen estaba encomendada en exclusiva a FET-JONS. Los Exploradores de España quedaron prohibidos, y en consecuencia fueron incautados sus locales y bienes. La comisaría general de la asociación, integrada en un principio por Juan Antonio Dimas (que dimitió en 1940), Francisco Medina, Isidoro de la Cierva (muerto en 1939) y Víctor José Jiménez y Malo de Molina, funcionó de forma intermitente en Madrid.
Posteriormente surgieron de nuevo algunos núcleos que abrirían otro capítulo en la historia del escultismo español durante la clandestinidad. Antiguos exploradores y dirigentes mantuvieron vivo el espíritu del movimiento, con la esperanza de volver a una actividad autorizada. En comidas y reuniones privadas se utilizaron viejos archivos y todo tipo de símbolos de la asociación escondidos por antiguos miembros para evitar que fueran incautados. Francisco Medina Ample, último comisario general de la Asociación conocido y sucesor de Dimas, recibió más adelante un oficio del Ministerio de Gobernación «recordándole que la Asociación de Exploradores de España seguía en suspensión de actividades».

## Simbología

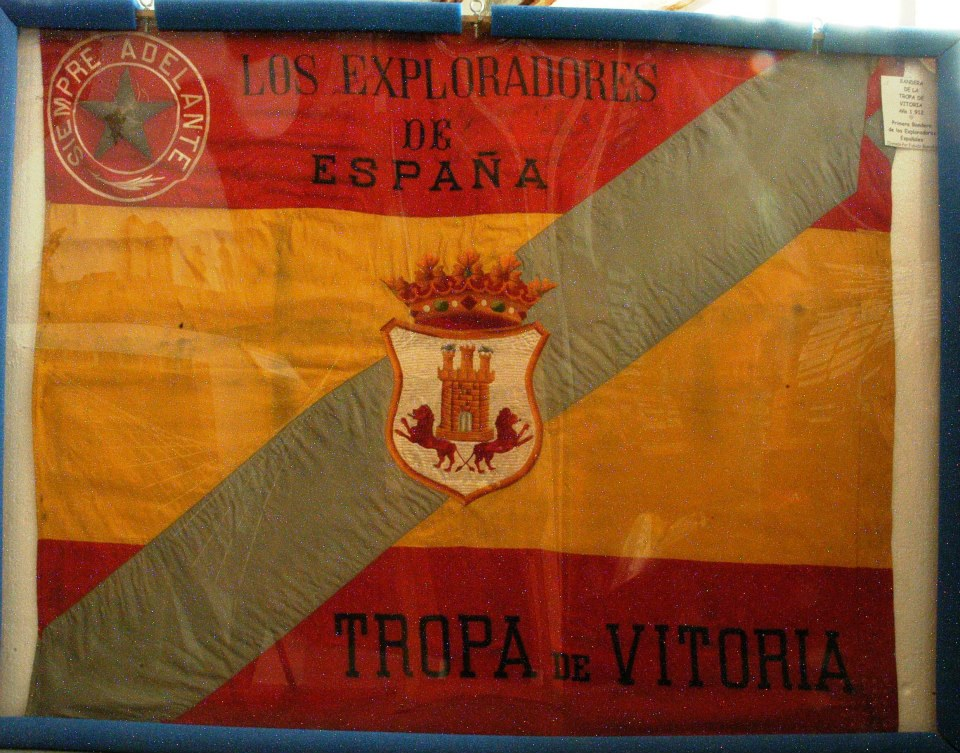
Bandera de los Exploradores de Vitoria

Iradier eligió la rueda y estrella de cinco puntas como emblema institucional, en sus propias palabras «como la estrella polar que guía a los marinos, como la estrella de oriente que guio a los Reyes Magos al lugar de nacimiento del Redentor, y como el emblema de los grandes exploradores y de los Estados Mayores de los Ejércitos».  Como lema «Siempre Adelante», pues «el explorador ve un porvenir al que dirige sus afanes, recto, seguro, sin vacilaciones»; los exploradores zaragozanos editaron una publicación cuyo título coincidía con el mismo lema en 1924. La enseña para la asociación era la bandera nacional con una franja verde en diagonal, «Símbolo de la Naturaleza y la esperanza». Cada tropa añadía el escudo de la localidad en el centro con la inscripción «Los Exploradores de España» en la franja superior junto a la insignia de la asociación. En 1921 un Real Decreto concedió honores militares a la bandera de España portada por las tropas de los Exploradores de España. Por su parte, Dimas dijo de la enseña nacional que «lleva en sí luz de sol, de sangre y de esperanza».

## Promesa y código del explorador

### Promesa del explorador

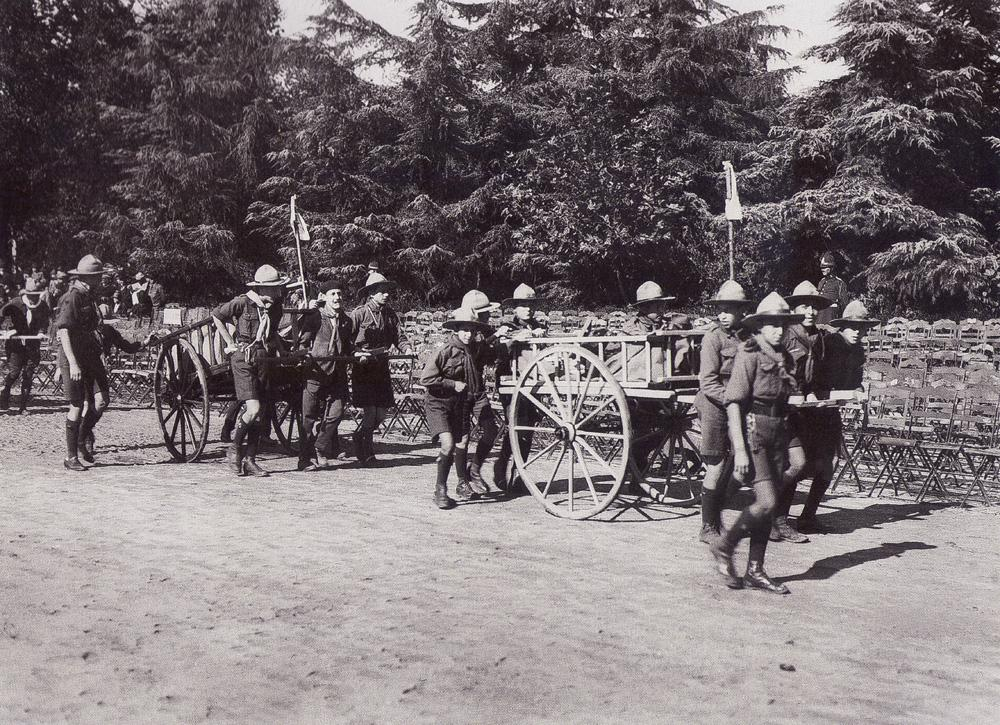
La tropa de Madrid durante una actividad en El Pardo (1926).

Yo prometo por mi honor hacer, cuanto de mi dependa, por:
1. Cumplir los deberes para con Dios y para con el Jefe de Estado.
2. Amar a mi patria, serle útil en todos los momentos y respetar sus leyes.
3. Obedecer el Código del Explorador.

### Código del explorador

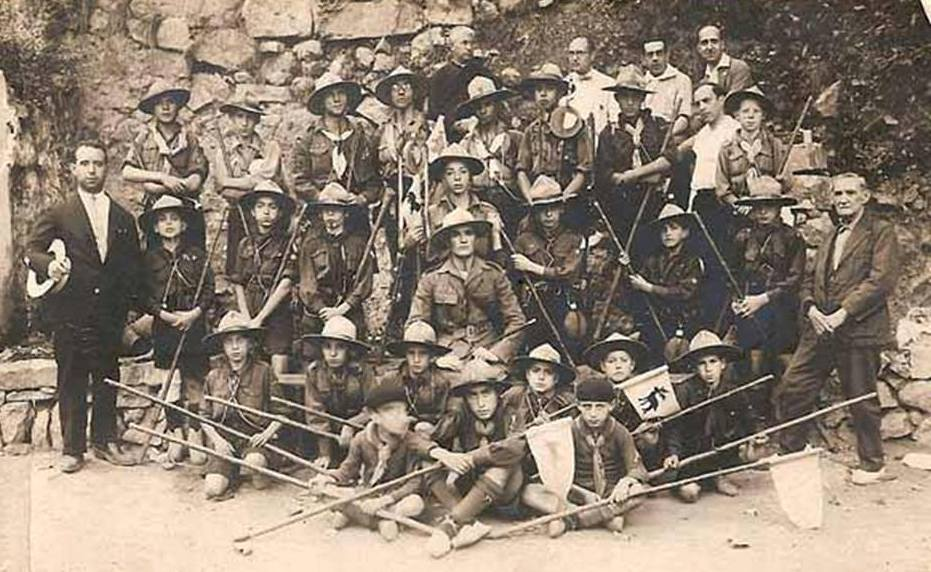
La tropa de Tortosa en una típica foto de la época (1927-28)

El código, a diferencia de su versión inglesa que tenía diez, comprendía doce puntos:
1. El explorador es honrado y su palabra merece absoluta confianza.
2. El explorador no teme al ridículo, cuando de ejecutar obras nobles se trata.
3. El explorador es obediente; es disciplinado; es leal.
4. El explorador tiene iniciativas; pero también es consciente de la responsabilidad de sus actos.
5. El explorador es tolerante; es cortés; es servicial.
6. El explorador es amigo de todos, y considera a los demás exploradores como hermanos suyos sin distinción de clases.
7. El explorador es valiente y tiene afán por ser útil y ayudar a los débiles.
8. El explorador hace cada día una buena acción por modesta que sea.
9. El explorador ama a los animales, los árboles y las plantas.
10. El explorador es limpio y está alegre.
11. El explorador es económico, es trabajador, es tenaz, es perseverante.
12. El mayor honor del Explorador es serlo, porque este título supone alteza de miras y nobleza de sentimientos.

## Himno de los Exploradores de España

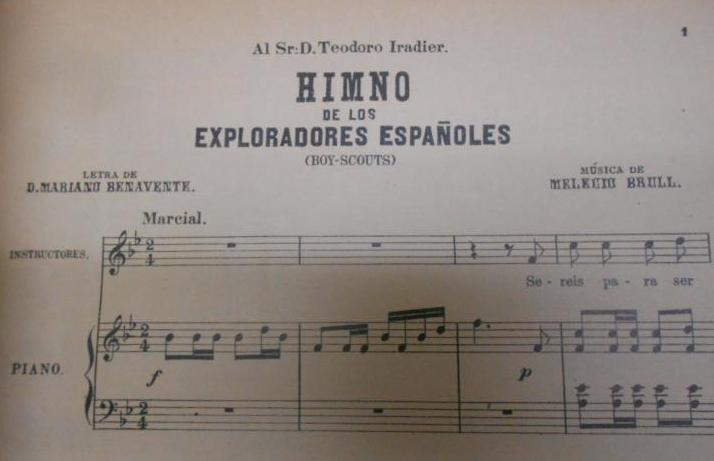
Detalle de una partitura de la época con las primeras notas del himno de los exploradores

A principios de 1913 se compuso el «Himno de los Exploradores» con letra de Mariano Benavente Martínez, padre de dos exploradores madrileños y hermano del dramaturgo Jacinto Benavente, miembro de la Real Academia Española. La partitura musical fue compuesta por otro padre de explorador madrileño, el músico 
Melecio Brull y Ayerra.

### Letra
Versión completa original del himno del explorador:
| Seréis para ser buenos, mejores cada día, con este faro y guía: cumplir nuestro deber. Caricia y besos de auras y brisas, como sonrisas de amanecer. Primero aurora y después lumbrera, nuestra bandera tiene que ser. Gloriosa madre, Patria querida, más que a mi vida, he de guardarte. Tu santo nombre, será mi ensueño, y aunque pequeño, sabré yo honrarte. El grande o el pequeño, la cumbre o el abismo, será todo lo mismo, mirado con fervor. Las llagas del leproso que son para el cristiano, si en él mira a un hermano luz, caridad y amor. Caricia y besos de auras y brisas, como sonrisas de amanecer. Primero aurora y después lumbrera, nuestra bandera tiene que ser. Gloriosa madre, Patria querida, más que a mi vida, he de guardarte. Tu santo nombre, será mi ensueño, y aunque pequeño, sabré yo honrarte. Siempre adelante, siempre adelante cumpliendo alegres nuestro deber. Siempre avanzando, nada hay distante, que es humillante retroceder. | Unid las almas, juntas las vidas, al fuego santo de un solo hogar. Las gotas de agua, si van unidas, formando ríos llegan al mar, llegan al mar. Siempre adelante, siempre adelante, de abismo a cumbre quiero subir. Llevando a España, siempre triunfante, por los senderos del porvenir. Cual los aceros de las espadas, del yunque al fuego templadas son. En las empresas más arriesgadas, pruebe su temple en mi corazón. La rama es antes brote, primero el hombre es niño. Miradnos con cariño, que es nuestro el porvenir. El pobre y el pequeño, el niño y el anciano, serán como un hermano de todo explorador. Y con semblante alegre, sabré por mi camino, sembrar algo divino luz, caridad y amor. Si soy pequeño, querida España, para una hazaña digna de ti. cuando al amarte sé comprenderte enaltecerte ya conseguí. ¡Glorioso faro!, ¡Santa Bandera! Mi compañera hasta la muerte. Que en sangriento combate rudo será tu escudo, mi pecho fuerte. |

## Otros personajes relevantes de la institución

### Mariano de la Paz Gómez y Rodríguez

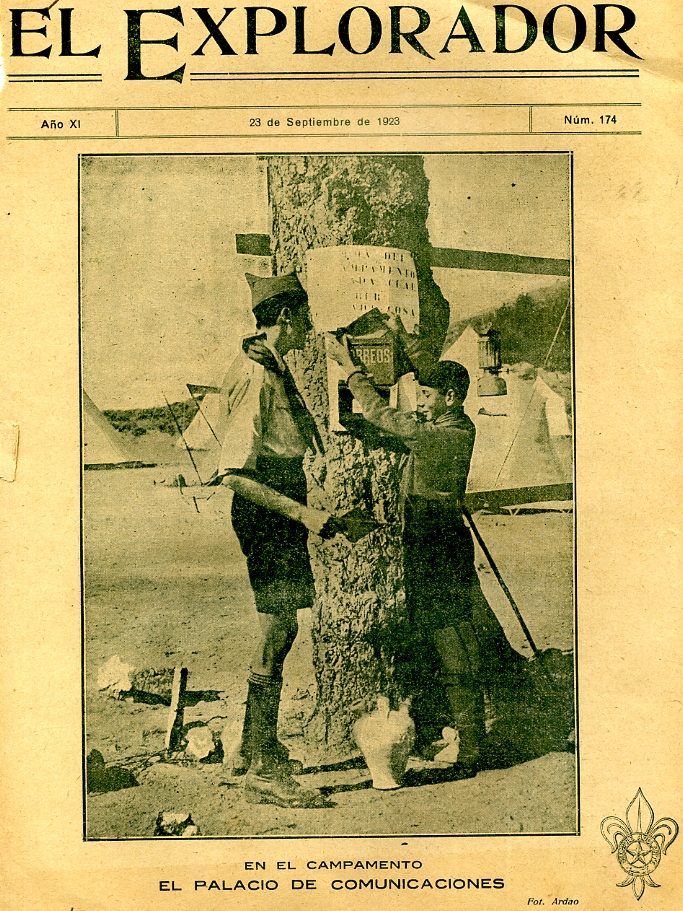
Una portada de la revista El Explorador (1923)

Mariano de la Paz Gómez y Rodríguez, doctor en Derecho y en Filosofía y Letras. Ingresó en los Exploradores de España en 1914 y consta en los registros como jefe de la tropa de Linares en 1919. Fue comisario local de Linares y provincial de Córdoba, y presidente de la Federación de Exploradores del Norte Andaluz. Hombre muy aficionado a las ciencias naturales y a la arqueología, también fue taxidermista y escritor, entre sus obras se encuentra La Propiedad privada en las guerras marítimas (T. Fortanet, 1905) y Estudio histórico sobre la religión del imperio de los Incas (T. Fortanet, 1907). Recibió el «Lobo de Plata» el 1 de julio de 1934, solicitud apoyada por los consejos de Linares, Águilas, Centenillo, Málaga, Córdoba y Madrid. Tuvo como habitual costumbre invitar a cercanas tropas de exploradores a su espaciosa finca. En Linares permanece el «Museo de Ciencias Naturales» que lleva su nombre.

### Enrique del Castillo y Pez
Enrique del Castillo y Pez (n. 21 de marzo de 1876), comandante del cuerpo de carabineros. Jefe de la tropa de Málaga e instructor de Fuengirola y Marbella. Excombatiente de la guerra de Cuba, era poseedor de numerosas condecoraciones militares destacando la Cruz de primera clase del Mérito Militar con distintivo blanco concedida el 28 de noviembre de 1918 y la medalla de oro del mérito escultista, concedida por su valiosa labor como instructor. Recibió el «Lobo de Plata» en 1934. En 1938 pasó a disposición del Gobernador Militar de Málaga, procedente de la Central Telefónica de Málaga, siendo declarado apto para servicios burocráticos tras recibir alta del Hospital de Málaga. Tiene dedicadas dos calles a su nombre en Málaga, como hijo adoptivo de aquella ciudad, y Marbella.

### Javier Casares Bescansa

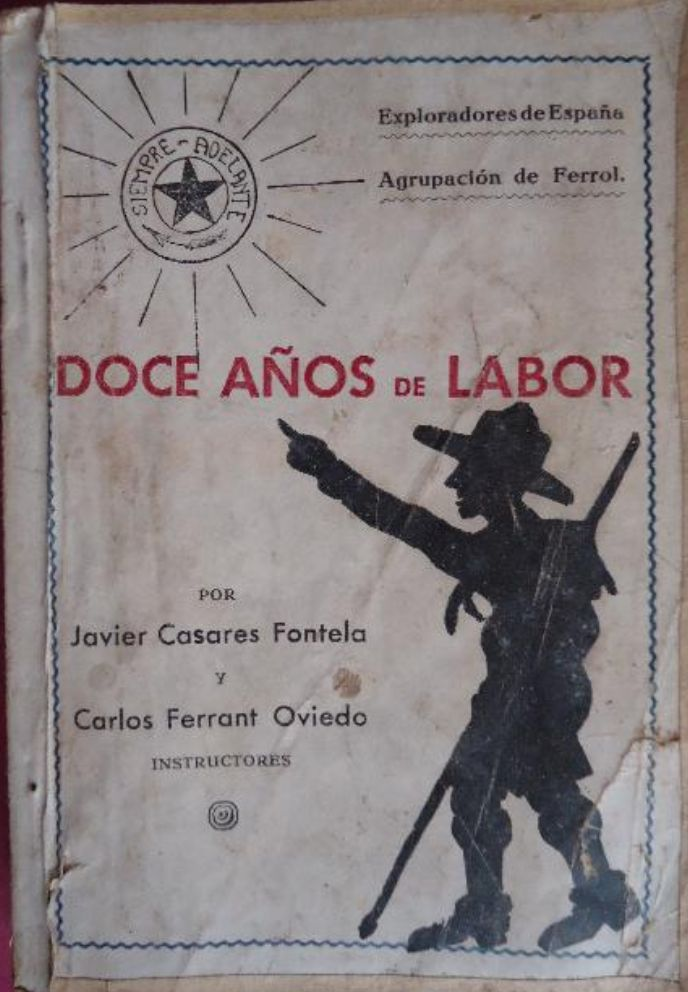
Portada del libro Doce Años de Labor de J. Casares. Agrupación de Ferrol (1932).

Javier Casares Bescansa (1875-1964), teniente coronel médico de la Armada. Jefe de la tropa de Ferrol en 1922 y comisario local en 1935. Javier Casares fue el creador del jarabe Yodovitamín Casares, un reforzante para las defensas muy popular a mediados de los años veinte. Impulsor de la Semana Santa ferrolana, fue miembro de Acción Católica, y vocal de la Confederación Española de Derechas Autónomas en Galicia. Recibió el «Lobo de Plata» en 1934. Compaginó sus tareas médicas y de investigación con los valores cristianos de servicio a los demás, el amor a la naturaleza y a las actividades deportivas. Sus tres hijos fueron todos exploradores, uno de ellos Javier Casares Fontela escribió y publicó en 1932 su experiencia escultista en unas memorias.

### Ángel Rebollo Vizcaíno

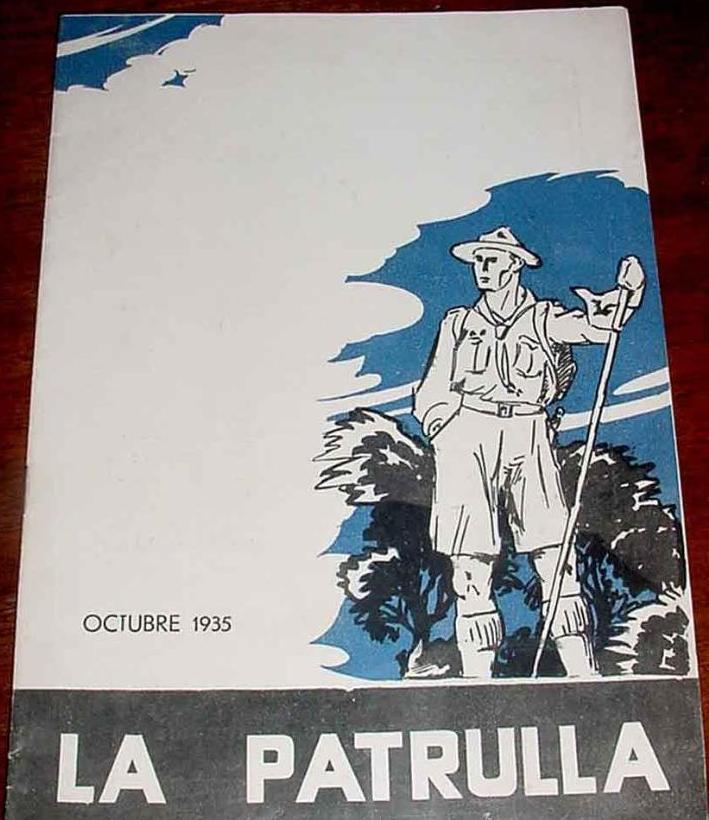
Una portada de la revista La Patrulla (1935)

Ángel Rebollo Vizcaíno (m. 16 de junio de 1949), sastre de profesión. Ingresó en la institución en 1913 y posteriormente fue instructor. Constaba como jefe de tropa y comisario local de La Coruña desde 1925 hasta octubre de 1936. En 1935 formó parte de la directiva de la agrupación ciclista Velo-Club Coruñés. Recibió el «Lobo de Plata» en 1934. Fue uno de los candidatos del «Grupo Independiente Coruñesista» en las primeras elecciones municipales del franquismo (21 de noviembre de 1948), candidatura que se hizo pública el 16 de noviembre de 1948.

### Francisco Medina Ample
Francisco Medina Ample, maestro y director del Orfanato Nacional de El Pardo, Madrid (ONP). Uno de los primeros cinco comisarios generales, como delegado de lobatos y coordinador para grupos de colegios y otras entidades, en 1933. Francisco Medina firmaba los comunicados con Juan Antonio Dimas al finalizar la guerra civil, como miembros de la comisaría general, buscando el reconocimiento y permiso administrativo para seguir con las actividades de los exploradores pero nunca recibieron la respuesta deseada. Se hizo cargo de los Exploradores de España tras la dimisión de Juan Antonio Dimas, a finales de 1940.
En 1951 fue miembro de la comisión nacional de reorganización del escultismo español, junto a Enrique Genovés Guillén y Víctor José Jiménez y Malo de Molina, los tres representando a Exploradores de España. Fue el último comisario activo de la constitución original, y siguió en su cargo como tal en la comisión organizadora para intentar la legalización de la Asociación de Scouts de España en marzo de 1962.

En 1969 ingresó en la Orden Civil de la Beneficencia recibiendo honores con distintivo blanco y categoría de Cruz de segunda clase. Colaborador habitual de la revista Escuela Española, fue autor de La educación en régimen de internado.

## Galería

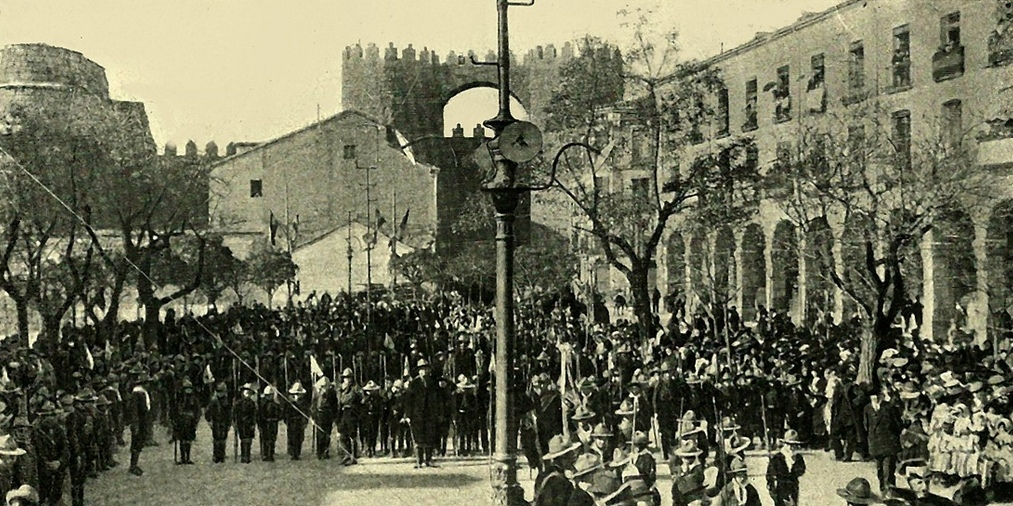
Exploradores de Ávila en su primera muestra pública con motivo de la promesa (1913)
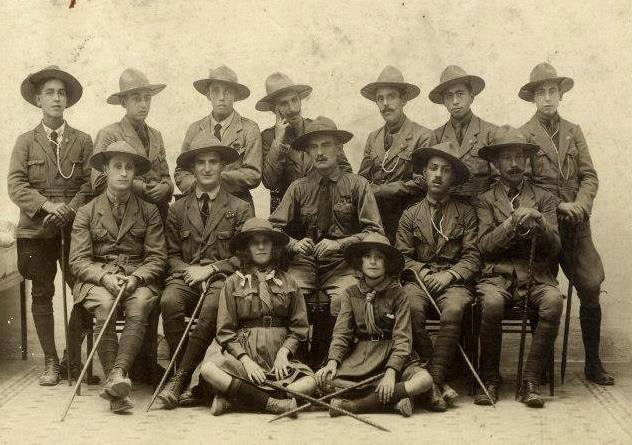
Exploradores de España, tropa de Ceuta (c. 1915)
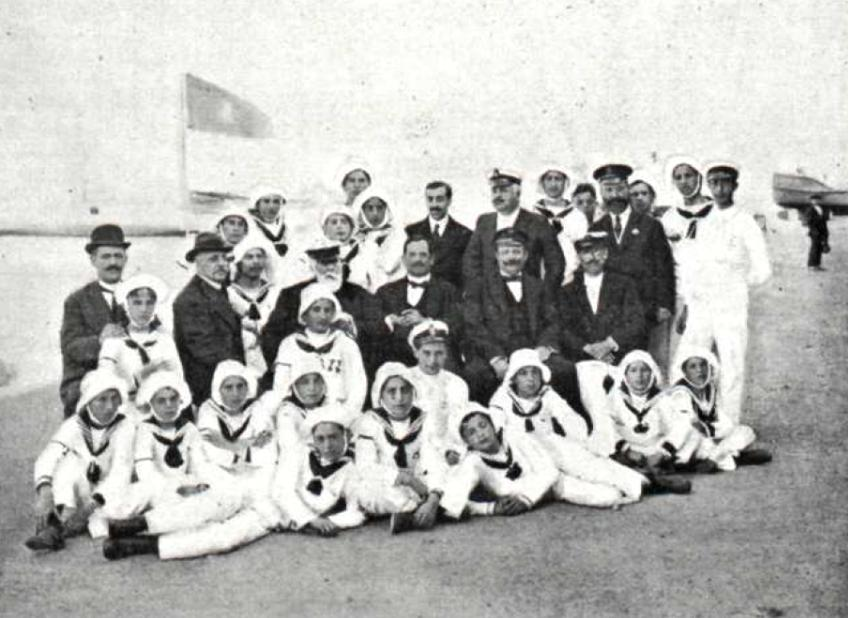
Exploradores de Mar de Cartagena (1916)
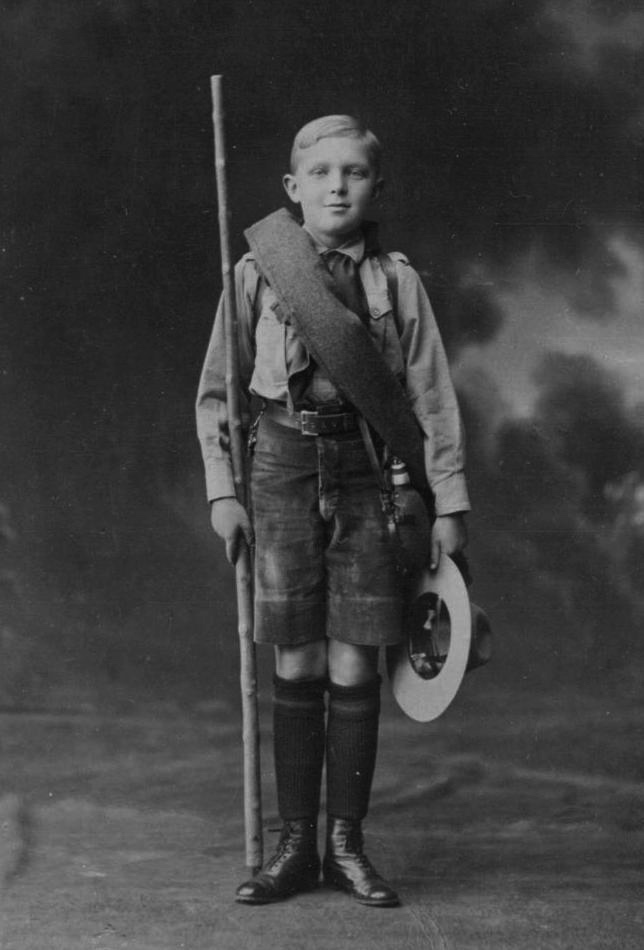
Alfonso de Borbón y Battenberg, príncipe de Asturias (1918)
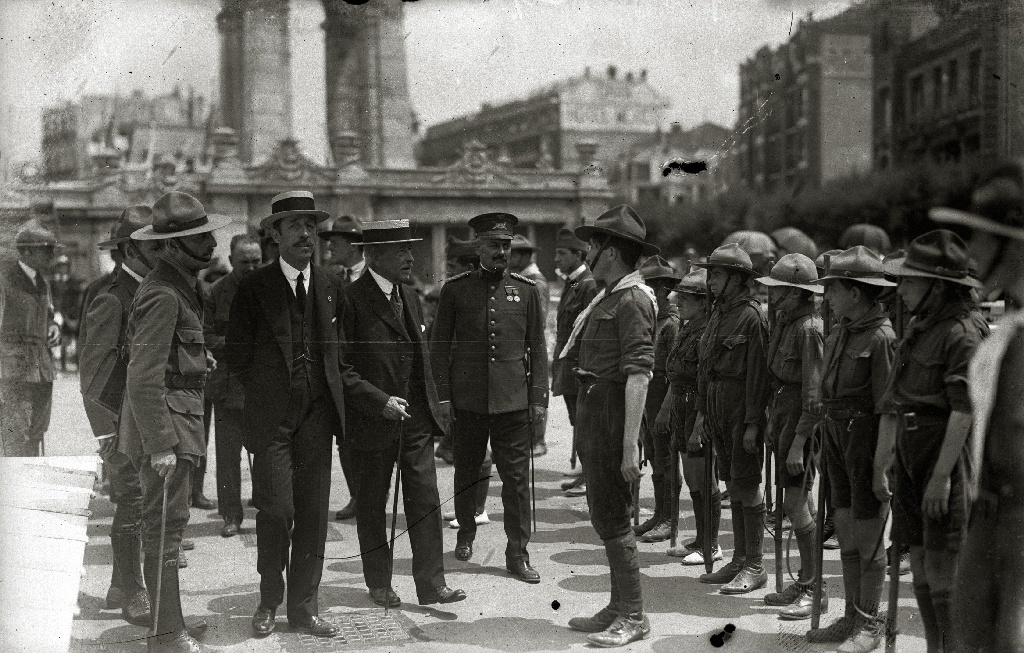
Exploradores de España, visita a San Sebastián (1920)
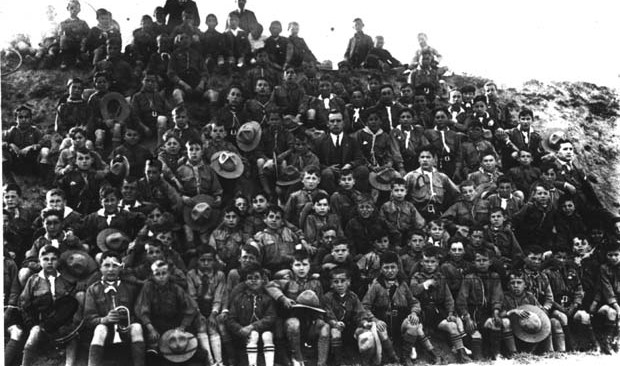
Exploradores de España, agrupación de Tordesillas (1924)
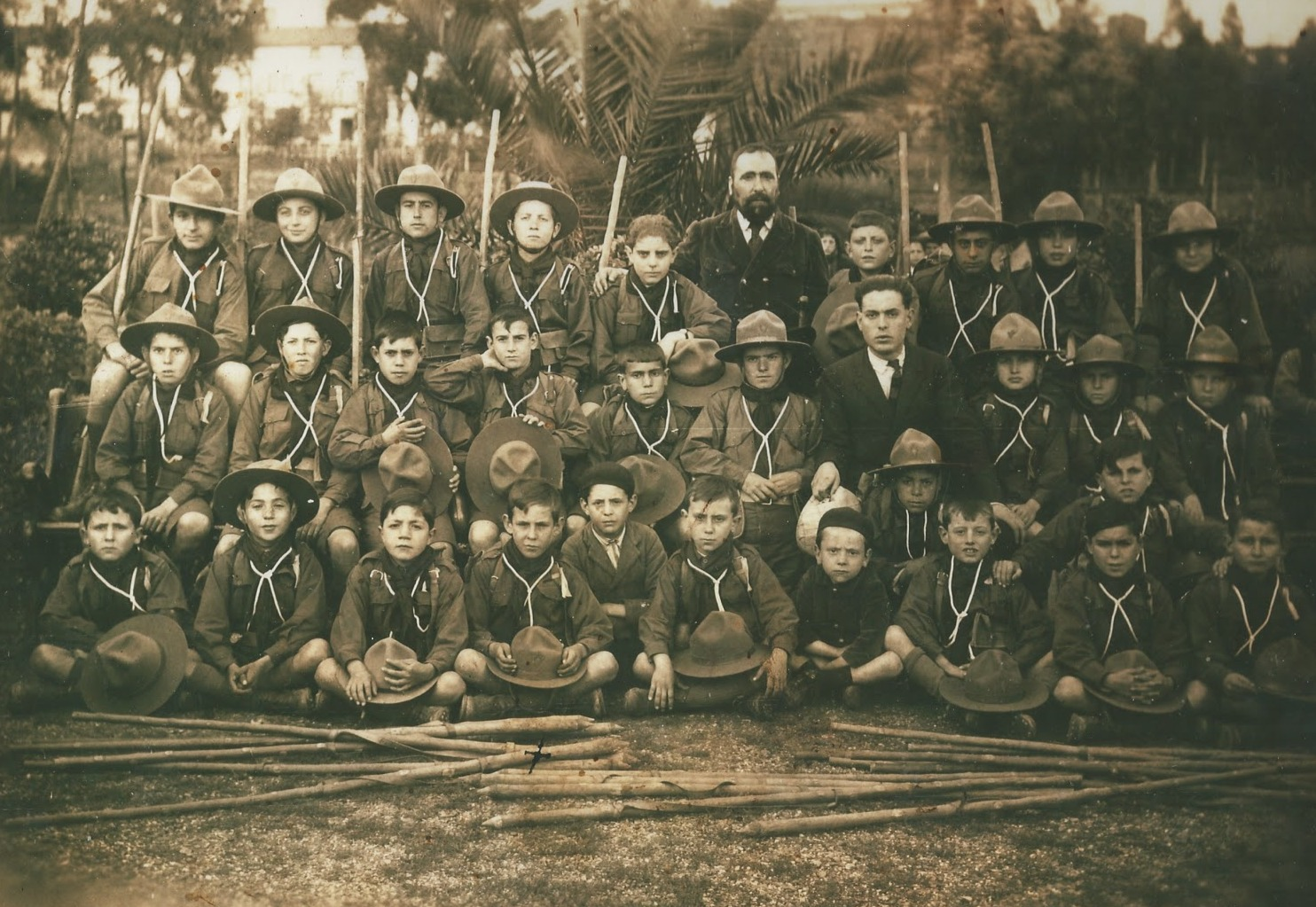
Exploradores de España, agrupación de Minas de Riotinto (c. 1925)
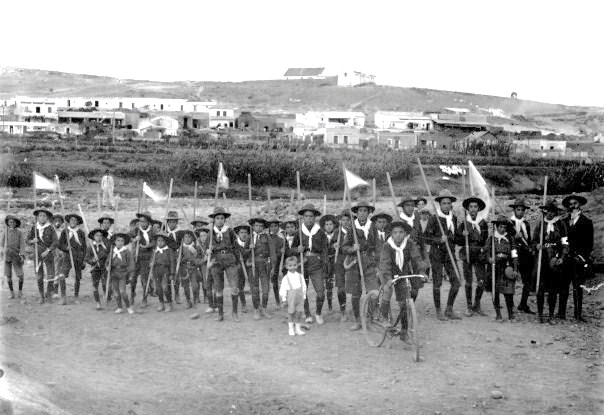
Exploradores de España, agrupación de Melilla en Río de Oro (c. 1929)
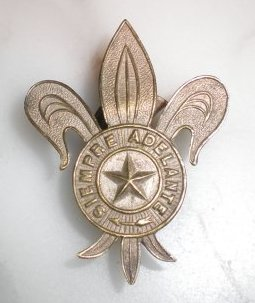
Insignia de los Exploradores de España (1922-1931) para sombrero «cuatro bollos», típica prenda de cabeza para los boy scouts
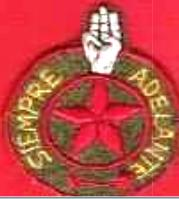
Insignia de los exploradores sin la flor de lis, usada durante la II República. La idea de añadir el saludo scout fue del propio Robert Baden-Powell.
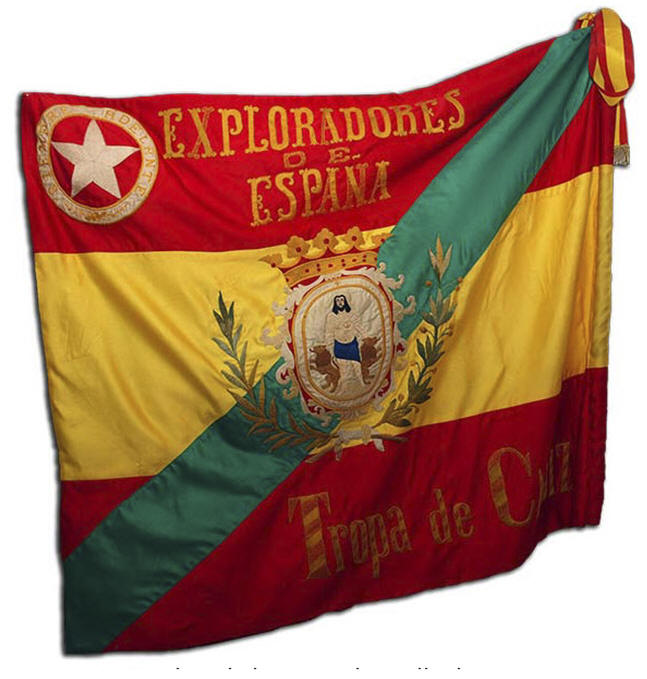
Bandera de los Exploradores de Cádiz, actualmente bajo custodia de la Patrulla del Kanguro de Cádiz